# Capparis shanesiana
Capparis shanesiana är en kaprisväxtart som beskrevs av Ferdinand von Mueller. Capparis shanesiana ingår i släktet Capparis och familjen kaprisväxter. Inga underarter finns listade i Catalogue of Life.